# سه برخوانی
سه بَرخوانی کتابی است از بهرام بیضایی.

## متن
این کتاب حاویِ سه برخوانیِ «اژدهاک» و «آرش» و «کارنامه‌ی بُندارِ بیدَخش» است و نخستین بار در زمستانِ ۱۳۷۶ به توسّطِ انتشاراتِ روشنگران و مطالعات زنان چاپ شده است. سه متنی که در این کتاب آمده و نوبسنده آن‌ها را «برخوانی» نامیده پیش‌تر بارها جداگانه به چاپ رسیده بود.

## ترجمهٔ انگلیسی
- Beyzaie, Bahram (2022). Naqqali Trilogy. Translated by Richard Saul Chason; Nikta Sabouri. Harvard University Press. ISBN 9780674292390.